# Neuumschreibung der katholischen Diözesen in Deutschland nach dem Wiener Kongress

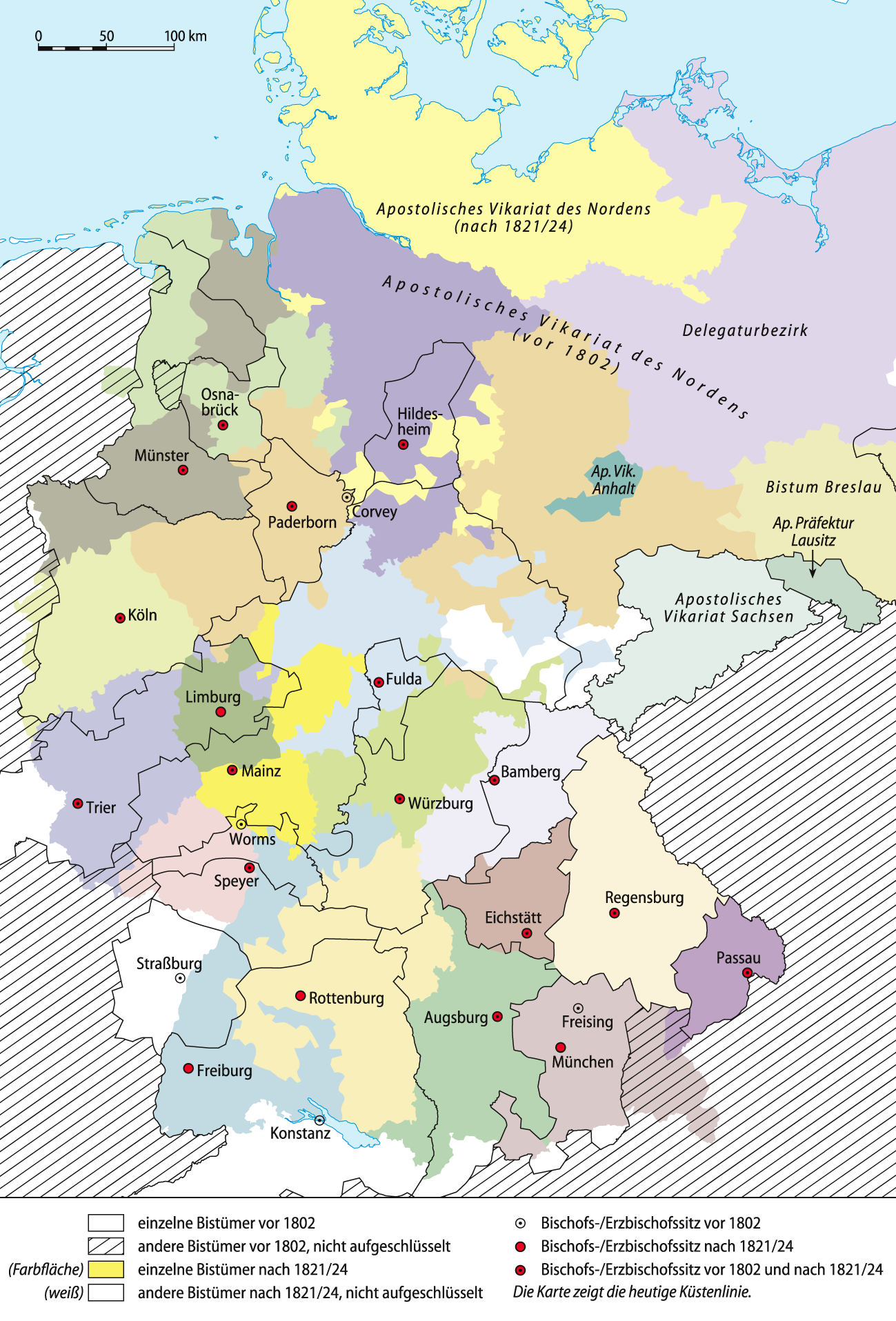
Die alte Diözesangliederung (schwarze Grenzlinien) und die Neuumschreibung nach dem Wiener Kongress (Farbflächen) auf dem Gebiet der heutigen Bundesrepublik Deutschland

Die Neuumschreibung der katholischen Diözesen in Deutschland nach dem Wiener Kongress war ein wichtiger Teil der Reorganisationsaufgabe, vor der die römisch-katholische Kirche in Deutschland nach dem Ende des Heiligen Römischen Reichs und der Reichskirche (Reichsdeputationshauptschluss 1803) in den ersten Jahren des 19. Jahrhunderts stand. Die alte Kirchenorganisation, die wesentlich auf den geistlichen Fürstentümern (Hochstiften), ihrem Rechtsstatus und ihrer Wirtschaftsleistung beruhte, musste ab 1815, nach der politischen Konsolidierung des Wiener Kongresses, durch eine Diözesanstruktur ohne staatliche Souveränität und steuerkräftige Territorien ersetzt werden. Dazu war neben dem Aushandeln von Säkularisationsausgleichen vor allem eine Neuumschreibung der Diözesen erforderlich, die den neuen politischen Verhältnissen Rechnung trug.

## Die alte Diözesangliederung
Die alten Diözesangrenzen waren noch unter Karl dem Großen und seinen ersten Nachfolgern gezogen worden und seit der Gründung des Bistums Bamberg 1007 weitgehend unverändert geblieben. Als Folge der Reformation gingen im 16. Jahrhundert die nord- und ostdeutschen Diözesen Brandenburg, Bremen, Halberstadt, Havelberg, Kammin, Lebus, Lübeck, Magdeburg, Meißen, Merseburg, Minden, Naumburg-Zeitz, Ratzeburg, Schwerin und Verden unter. Ihre Gebiete wurden im Apostolischen Vikariat des Nordens zusammengefasst, das im 18. Jahrhundert verschiedene Teilungen und Ausgliederungen erfuhr, ohne dass jedoch neue reguläre Bistümer errichtet wurden. Im Augsburger Religionsfrieden und im Westfälischen Frieden war die bischöfliche Jurisdiktion für die protestantischen Territorien suspendiert worden. Bevölkerungswanderung und politische Grenzverschiebungen führten jedoch in der Folgezeit dazu, dass auch dort wieder Katholiken lebten und katholische Gemeinden entstanden.

## Die Neuumschreibung

### Voraussetzungen
Die neuen Staatsgebilde des Wiener Kongresses umfassten mehrheitlich sowohl katholische wie protestantische Landesteile. Die Fürsten, die für ihre protestantischen Untertanen das landesherrliche Kirchenregiment ausübten, wünschten sich auch katholische Diözesen innerhalb ihrer Landesgrenzen, auf die sie ohne Einmischung fremder Souveräne Einfluss nehmen konnten. Die römische Kurie und die deutschen Bischöfe andererseits waren zwar auf Unabhängigkeit in geistlichen Belangen, etwa in Schul- und Eheangelegenheiten, bedacht, konnten aber auf ein geregeltes Zusammenwirken mit den staatlichen Stellen und auf Dotation ihrer Institutionen nicht verzichten. Darüber kam es zu langen und teilweise schwierigen Verhandlungen, deren Ergebnis die Konkordate und Zirkumskriptionsbullen der Jahre 1817 bis 1824 waren.

### Grundsätze
Bei der Neuumschreibung wurden die Diözesangrenzen mit den politischen Grenzen von 1815 zur Deckung gebracht. Jedem Staat sollten ein oder mehrere Bistümer entsprechen. In keinem Staat sollten Diözesangebiete auswärtiger Bischofssitze liegen. Mit einigen Abweichungen von diesen Grundsätzen vor allem für Kleinststaaten entstand so eine kirchliche Landkarte, von der sich wesentliche Teile bis heute erhalten haben.

### Staaten und Diözesen
- Königreich Bayern:[2]
  - Erzbistümer München und Freising und Bamberg
  - Bistümer Augsburg, Eichstätt, Passau, Regensburg, Speyer und Würzburg
  - Aufgehoben wurden das Bistum Chiemsee und die Diözesanrechte von Berchtesgaden.
- Großherzogtum Baden sowie Hohenzollern-Hechingen und Hohenzollern-Sigmaringen:[3]
  - Erzbistum Freiburg[4]
  - Aufgehoben wurde das Bistum Konstanz
- Königreich Württemberg:[3]
  - Bistum Rottenburg[4]
  - Aufgehoben wurde das Bistum Konstanz
- Großherzogtum Hessen:[3]
  - Bistum Mainz
  - Aufgehoben wurde das Bistum Worms.
- Herzogtum Nassau und Freie Stadt Frankfurt:[3]
  - Bistum Limburg[4]
- Kurfürstentum Hessen:[3]
  - Bistum Fulda
- Königreich Preußen[5]
  - Rheinprovinz:
    - Erzbistum Köln[6]
    - Bistum Trier
    - Niederrhein zu Münster

  - Provinz Westfalen:
    - Bistum Paderborn[7]
    - Bistum Münster[8]
    - Aufgehoben wurde das Bistum Corvey.

  - Provinz Sachsen:
    - zu Paderborn

  - Provinz Schlesien:
    - Bistum Breslau

  - Provinz Brandenburg und Provinz Pommern:
    - Fürstbischöfliche Delegatur für Brandenburg und Pommern des Bistums Breslau;
    - Niederlausitz zu Breslau

  - Provinz Posen:
    - Erzbistum Gnesen
    - Erzbistum Posen

  - Provinz Westpreußen:
    - Bistum Kulm

  - Provinz Ostpreußen:
    - Bistum Ermland
- Großherzogtum Oldenburg:[5]
  - Bischöflich Münstersches Offizialat mit Sitz in Vechta[8]
- Königreich Hannover:[9]
  - Bistum Hildesheim
  - Bistum Osnabrück
- Herzogtum Braunschweig:
  - bis 1834 beim Apostolischen Vikariat des Nordens; dann zu Hildesheim
- Anhalt-Dessau und Anhalt-Köthen:
  - Apostolisches Vikariat Anhalt
- Thüringische Staaten:
  - wechselnde Zugehörigkeiten[10]
- Königreich Sachsen:
  - Apostolische Präfektur Meißen, genannt Lausitz mit Sitz in Bautzen[11]
  - Apostolisches Vikariat in den Sächsischen Erblanden mit Sitz in Dresden[12]
- Bremen, Hamburg, Herzogtum Holstein, Lübeck, Mecklenburg-Schwerin und Mecklenburg-Strelitz, Herzogtum Sachsen-Lauenburg und Schaumburg-Lippe:
  - beim Apostolischen Vikariat des Nordens
- Die Landgrafschaft Hessen-Homburg war in der Zirkumskriptionsbulle Provida solersque vergessen worden. Sie wurde zunächst vom Bistum Mainz aus verwaltet, was Rom im Jahr 1862 mit der Einsetzung des Mainzer Bischofs zum Apostolischen Delegaten bestätigte. 1884 wurden die rechtsrheinischen Gebiete Hessen-Homburgs dem Bistum Limburg zugeordnet.[13]